# 록스테디 스튜디오
록스테디 스튜디오(Rocksteady Studios)는 영국의 비디오 게임 회사이며, 런던 켄티시타운에 본사를 두고 있다. 《배트맨: 아캄》 시리즈로 잘 알려져 있으며, 워너 브라더스 인터랙티브 엔터테인먼트의 자회사이다.

## 개발한 게임
- 배트맨: 아캄 어사일럼
- 배트맨: 아캄 시티
- 배트맨: 아캄 나이트